# Istočni Stari Grad
La municipalidad de Stari Grad Oriental se localiza dentro de la región de Sarajevo-Romanija, dentro de la República Srpska, en Bosnia y Herzegovina y es uno de los seis municipios que forman la ciudad de Sarajevo Oriental.

## Localidades
Esta municipalidad de la República Srpska, localizada en Bosnia y Herzegovina se encuentra subdividida en las siguientes localidades a saber:
- Bulozi
- Donje Međuše
- Dovlići
- Faletići
- Gornje Biosko
- Gornje Međuše
- Hreša
- Kumane
- Njemanica
- Studenkovići
- Vučja Luka

## Geografía
El municipio fue creado después de la Guerra en Bosnia luego de los Acuerdos de Dayton, agrupando los sectores del antiguo municipio de Stari Grad cuyo territorio había sido asignado a la República Srpska (quedando el resto del primitivo municipio en la Federación de Bosnia y Herzegovina). 
Está formado por localidades rurales situadas al noreste de la ciudad vieja de Sarajevo. La sede del municipio es el pueblo de Hreša.
Stari Grad Oriental fue designado inicialmente Stari Grad Serbio, pero dicha denominación fue declarada ilegal por el Tribunal Constitucional de la República de Bosnia y Hercegovina lo que llevó a sustituirlo por el nombre actual. 

## Demografía
Si se considera que la superficie total de este municipio es de setenta y siete kilómetros cuadrados y su población está compuesta por unas 3.183 personas, se puede estimar que la densidad poblacional de esta municipalidad es de 41 habitantes por cada kilómetro cuadrado de esta división administrativa.